# Греннан, Том
Том Греннан (англ. Tom Grennan; род. 8 июня 1995, Бедфорд, Восточная Англия) — британский инди-соул музыкант. Первый коммерческий успех пришёл после выхода совместной песни «All Goes Wrong» с электронным дуэтом Chase & Status. В июле 2018 года Том Греннан выпустил дебютный альбом «Lighting Matches», который занял 5 место в официальном чарте Великобритании

## Биография
Том Греннан родился в Бедфорде в семье строителя и учительницы. С детства Том увлекался футболом и мечтал стать профессиональным игроком. В свое время он играл для таких команд как Luton Town, Northampton Town, Aston Villa и Stevenage
«Я был очень близок к тому, чтобы начать играть в Штатах, но что-то говорило мне этого не делать, вероятно, это была музыка»
После он переехал в Лондон для продолжения своего обучения в университете. Там он начинает выступать в барах со своей акустической гитарой. Его склонность к блюзу и соулу можно заметить на его первом EP «Something in The Water», который был спродюсирован Чарли Хагаллом, который ранее работал с Эдом Шираном и Холзи

## Дискография
EP:
- Something in the Water (Октябрь 2016)
- Release the Brakes (Март 2017)
- Found What I’ve Been Looking For (Июль 2017)

Альбомы:
- Lighting Matches (Июль 2018)

Синглы:
- «Something in the Water»
- «Praying»
- «Found What I’ve Been Looking For»
- «Royal Highness»
- «I Might»
- «Wishing on a Star»
- «Sober»
- «Barbed Wire»
- «Run in the Rain»